# Ercheia dubiosa
Ercheia dubiosa är en fjärilsart som beskrevs av Embrik Strand 1914. Ercheia dubiosa ingår i släktet Ercheia och familjen nattflyn. Inga underarter finns listade i Catalogue of Life.